# Shoma Ishigami
Shoma Ishigami (石上 将馬 Ishigami Shoma?, nacido el 30 de marzo de 2002 en Tottori) es un futbolista japonés que juega como centrocampista.
En 2019, Ishigami se unió al Gainare Tottori de la J3 League.

## Trayectoria

### Clubes
| Club            | País  | Año    |
| --------------- | ----- | ------ |
| Gainare Tottori | Japón | 2019 - |

## Estadística de carrera

### J. League
| Club            | Año   | J. League | J. League | Copa J. League | Copa J. League | Total | Total |
| Club            | Año   | Part.     | Goles     | Part.          | Goles          | Part. | Goles |
| --------------- | ----- | --------- | --------- | -------------- | -------------- | ----- | ----- |
| Gainare Tottori | 2019  | 3         | 1         | -              | -              | 3     | 1     |
| Total           | Total | 3         | 1         | 0              | 0              | 3     | 1     |